# Athyrium × calophyllum
Athyrium × calophyllum là một loài dương xỉ trong họ Athyriaceae. Loài này được Kurata ex Seriz. mô tả khoa học đầu tiên năm 1980.
Danh pháp khoa học của loài này chưa được làm sáng tỏ. 